# Trichotosia pilosissima
Trichotosia pilosissima är en orkidéart som först beskrevs av Robert Allen Rolfe, och fick sitt nu gällande namn av Jeffrey James Wood. Trichotosia pilosissima ingår i släktet Trichotosia och familjen orkidéer. Inga underarter finns listade i Catalogue of Life.